# Leucanopsis dissimilis
Leucanopsis dissimilis är en fjärilsart som beskrevs av Gottfried Christian Reich 1935. Leucanopsis dissimilis ingår i släktet Leucanopsis och familjen björnspinnare. Inga underarter finns listade i Catalogue of Life.